# Mazurka's, opus 6 (Chopin)
De Mazurka's, opus 6, zijn vier mazurka's die door de Poolse componist Frédéric Chopin werden gecomponeerd. Het werk omvat mazurka's 1-4, waarvan de eerste werd opgedragen aan gravin Pauline Plater. Ze werden gecomponeerd in 1830 en gepubliceerd in 1832.

## Mazurka nr. 1 in Fis majeur
De eerste mazurka, in Fis majeur, maakt gebruik van typische ritmes uit de Poolse volksmuziek. Met een metronoomaanduiding 132 is het een van de tragere mazurka's van Chopin. Aan het begin van het stuk wordt een zacht ritmisch thema ontwikkeld, geconcentreerd rond typische antimetrische figuren (triolen) en gepunteerde noten, met zwaardere accenten op de derde tel van de maat.

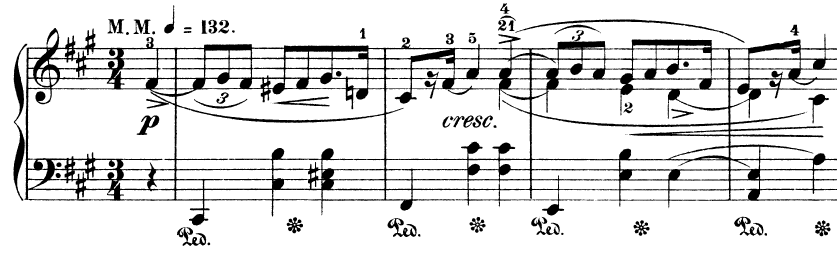
Openingsmaten van de eerste mazurka.

Het tweede thema is een stuk krachtiger (fortissimo), met sforzando-passages, kwintolen, hardere accenten en geoctaveerde akkoorden. Het oorspronkelijke thema wordt vervolgens herhaald, iets krachtiger, om te besluiten met een decrescendo. Dit gaat over in een derde thema: een relatief korte schertsende passage met snelle achtste noten en voorslagen. Een laatste herhaling van het eerste thema besluit het werk.

## Mazurka nr. 2 in Cis majeur
De tweede mazurka, in Cis majeur, is levendiger dan de eerste, doch start met een vrij zacht, neerslachtig, op triolen gebaseerd thema. Dit thema wordt snel geruild voor een krachtiger thema.

## Mazurka nr. 3 in E majeur
De derde mazurka, gecomponeerd in E majeur, is een snel en levendig werk (vivace) met een vrolijk thema. Het toonbereik van dit werk is een aanzienlijk stuk groter dan dat van de vorige, hetgeen het een majestueuzer karakter geeft.

## Mazurka nr. 4 in es mineur
De vierde mazurka is de enige uit dit opus die in een mineure toonaard werd gecomponeerd (es mineur). Het is een zeer kort stuk - minder dan 1 minuut - dat uit een zichzelf herhalend snel thema (presto ma non troppo) bestaat, gebaseerd op triolen en achtste noten in een oscillerend patroon.